# Costiera amalfitana tra Maiori e il Torrente Bonea
Costiera amalfitana tra Maiori e il Torrente Bonea este o arie protejată (arie de protecție specială avifaunistică — SPA) din Italia întinsă pe o suprafață de 325 ha, din care 1 % marine.

## Localizare
Centrul sitului Costiera amalfitana tra Maiori e il Torrente Bonea este situat la coordonatele 40°38′09″N 14°40′44″E / 40.635747°N 14.678791°E.

## Înființare
Situl Costiera amalfitana tra Maiori e il Torrente Bonea a fost declarat arie de protecție specială avifaunistică în februarie 2002 pentru a proteja 20 de specii de animale.

## Biodiversitate
Situată în ecoregiunea mediteraneană, aria protejată conține 7 habitate naturale: Faleze cu vegetație de Limonium spp. endemic de pe coastele mediteraneene, Formațiuni scunde de Euphorbia în apropierea falezelor, Peșteri marine scufundate complet sau parțial, Tufărișuri termo-mediteraneene și de pre-deșert, Păduri de Quercus ilex și Quercus rotundifolia, Peșteri inaccesibile publicului, Pseudostepă cu ierburi și specii anuale de Thero-Brachypodietea.
La baza desemnării sitului se află mai multe specii protejate:
- păsări (16): pescăruș albastru (Alcedo atthis), șerpar (Circaetus gallicus), erete de stuf (Circus aeruginosus), erete cenușiu (Circus pygargus), prepeliță (Coturnix coturnix), șoim călător (Falco peregrinus), muscar-gulerat (Ficedula albicollis), sfrâncioc roșiatic (Lanius collurio), Larus argentatus, pescăruș sur (Larus canus), pescăruș negricios (Larus fuscus), pescăruș râzător (Larus ridibundus), vultur pescar (Pandion haliaetus), turturică (Streptopelia turtur), mierlă (Turdus merula), sturz-cântător (Turdus philomelos)
- mamifere (2): liliacul mare cu potcoavă (Rhinolophus ferrumequinum), liliacul mic cu potcoavă (Rhinolophus hipposideros)
- nevertebrate (2): croitorul mare al stejarului (Cerambyx cerdo), Melanargia arge

Pe lângă speciile protejate, pe teritoriul sitului au mai fost identificate 5 specii de plante, 3 specii de reptile.